# Priozerskij rajon
Il Priozerskij rajon (in russo Приозерский район?) è un rajon dell'Oblast' di Leningrado, nella Russia europea occidentale; il capoluogo è la città di Priozersk.